# Церковь святой Елизаветы (Кронштадт)
Церковь святой Елизаветы (Елизаветинская кирха) — ныне не действующий лютеранский храм в городе Кронштадте. Объект культурного наследия народов России федерального значения.

## Предыстория
Первая лютеранская деревянная церковь во имя св. Елизаветы существовала в Кронштадте примерно с 1710-х гг. После городского пожара 1732 года по указу императрицы Анны Иоанновны территория, прилегающая к кирхе была передана под дворы морских служителей, а для кирхи отведено новое место «позади водоналивной мельницы». Здесь в 1735 году было начато строительство храма, но не завершено, поэтому в 1739 году участок передали для строительства православного Андреевского собора.

## История
Для кирхи в 1750 году прихожане приобрели три участка у Петербургских ворот, в Андреевской, Шкиперской и Восточной улицах и получили разрешение на строительство. Здесь была выстроена деревянная Елизаветинская церковь. Около неё до 1776 года существовало лютеранское городское кладбище.
В начале 1830-х гг. деревянная церковь сгорела, а в 1836–1838 гг. на прилегающем участке арх. К. Бейль выстроил каменную церковь по проекту архитектора Э. Анерта.

### После революций 1917 года
Кампания по изъятию церковных ценностей после революции почти не коснулась лютеранских храмов. Лишь в церкви святой Елизаветы были изъяты 6 серебряных алтарных подсвечников. Число лютеран в Кронштадте из-за эмиграции немцев, латышей, эстонцев, финнов и шведов, быстро сокращалось.
23 декабря 1924 года районный комитет комсомола направил в кронштадтское экономическое совещание докладную записку, в которой ссылался на то, численность прихожан церкви св. Елизаветы составляет лишь 15-20 человек, предлагал закрыть храм и устроить в его здании Дом пролетарской физической культуры профсоюза металлистов и Главного военного порта. А уже 8 января 1925 года председатель приходского совета Шплет заявил об отказе использования храма, поскольку «приход распался», служб не было около двух лет, а пастор давно покинул Кронштадт. 18 января 1925 года церковь св. Елизаветы была закрыта, её имущество передали в кирху святого Николая, а церковное здание приспособили под клуб профсоюза металлистов.
Вскоре та же судьба постигла и вторую кирху. 26 мая 1926 года начальник административного отдела Кронштадта ходатайствовал о закрытии кирхи «за малочисленностью верующих». Формально закрытие произошло в августе 1926 года.
Сейчас зданием владеет Водоканал Санкт-Петербурга, Кронштадтское отделение.

## Внешний вид
Основной объём прямоугольный в плане, его главный фасад выделен портиком с треугольным фронтоном и шестью колоннами коринфского ордера. Украшение боковых фасадов скромное, скорее походит на жилой дом. Напротив храма спустя два года было построено здание городского водопровода, их внешний вид перекликался, а внутри храма в советское время были размещены водопроводные насосы.

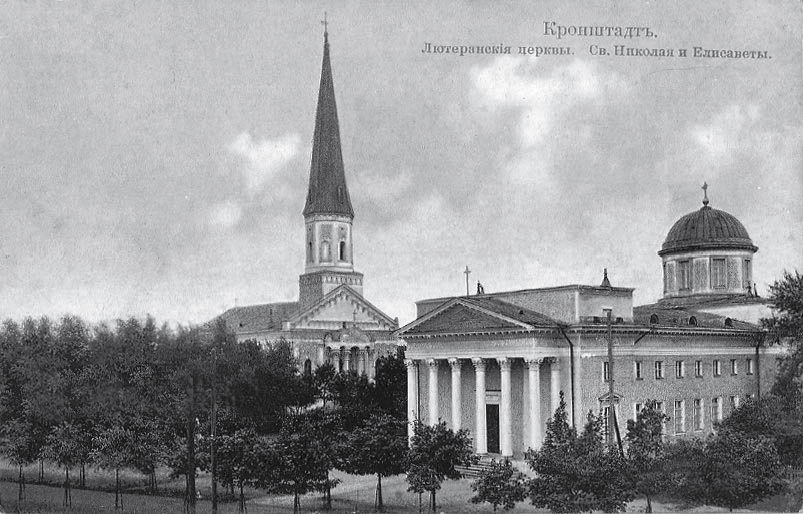
Кирхи св. Николая и св. Елизаветы. Открытка 1900-х гг.
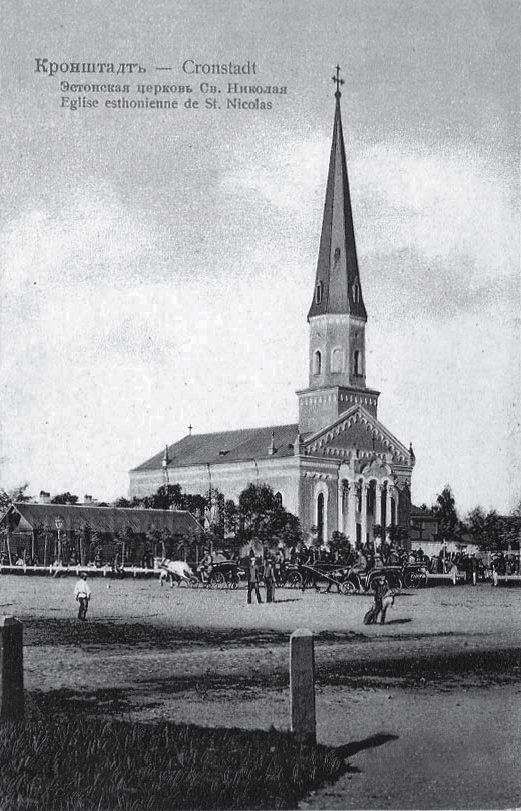
Кирха св. Николая. Открытка 1900-х гг.
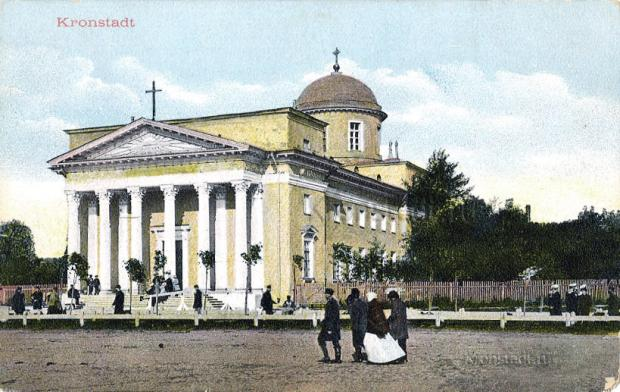
Кирха св. Елизаветы. Открытка 1900-х гг.
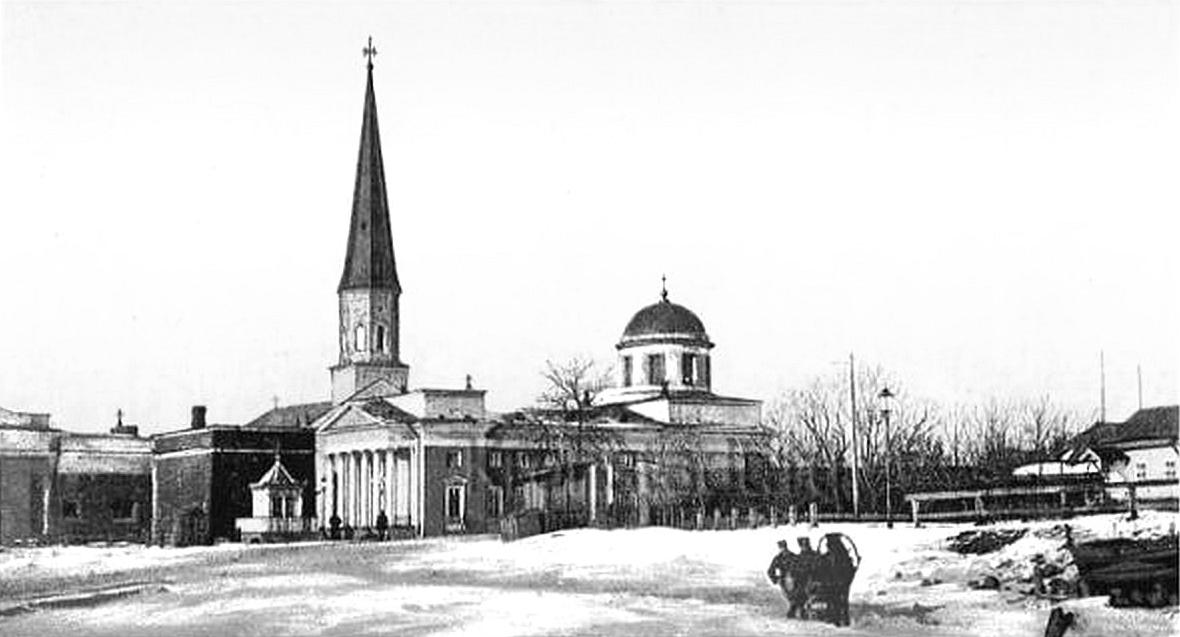
Кирхи св. Николая и св. Елизаветы зимой. Открытка 1900-х гг.